# Johan Wiland
Johan Wiland, né le 24 janvier 1981 à Borås en Suède, est un footballeur international suédois qui évolue au poste de gardien de but.

## Biographie

### En club
Né à Borås en Suède, Johan Wiland est formé par l'un des clubs de sa ville natale, l'IF Elfsborg, où il commence sa carrière professionnelle.
Le 28 juillet 2008, Wiland s'engage en faveur du FC Copenhague pour un contrat de cinq ans. Le transfert est effectif au 1er janvier 2009.
Le 17 février 2020, Johan Wiland met un terme à sa carrière professionnelle à l'âge de 39 ans. Le gardien était gêné par des blessures depuis plusieurs mois, ce qui l'a amené à prendre cette décision.

### En équipe nationale
Johan Wiland reçoit neuf sélections en équipe de Suède entre 2007 et 2013. Toutefois, seulement huit sont officiellement reconnues par la FIFA.
Il joue son premier match en équipe de Suède le 18 janvier 2007, en amical contre l'Équateur (défaite 2-1 à Cuenca). Le 8 février 2011, il est capitaine de l'équipe de Suède lors d'un match contre Chypre.
Il participe en tant que gardien remplaçant au championnat d'Europe 2008 puis au championnat d'Europe 2012.

## Statistiques
| Saison    | Club          | Pays       | Championnat | Coupes d’Europe |
| --------- | ------------- | ---------- | ----------- | --------------- |
| 2008-2009 | FC Copenhague | SAS Ligaen | 1 match     | -               |
| 2009-2010 | FC Copenhague | SAS Ligaen | 24 matchs   | 9 matchs        |
| 2010-2011 | FC Copenhague | SAS Ligaen | 32 matchs   | 12 matchs       |
| 2011-2012 | FC Copenhague | SAS Ligaen | 33 matchs   | 10 matchs       |
| 2012-2013 | FC Copenhague | SAS Ligaen | 20 matchs   | 6 matchs        |

## Palmarès
IF Elfsborg
- Champion de Suède en 2006
- Vainqueur de la Coupe de Suède en 2001 et 2003
- Vainqueur de la Supercoupe de Suède en 2007

 FC Copenhague
- Champion du Danemark en 2009, 2010, 2011 et 2013
- Vainqueur de la Coupe du Danemark en 2009

 Malmö FF
- Champion de Suède en 2016[6] et 2017